# Pulaski (Iowa)
Pulaski es una ciudad ubicada en el condado de Davis en el estado estadounidense de Iowa. En el Censo de 2010 tenía una población de 260 habitantes y una densidad poblacional de 195,3 personas por km².

## Geografía
Pulaski se encuentra ubicada en las coordenadas 40°41′28″N 92°16′34″O / 40.69111, -92.27611. Según la Oficina del Censo de los Estados Unidos, Pulaski tiene una superficie total de 1.33 km², de la cual 1.33 km² corresponden a tierra firme y (0.19%) 0 km² es agua.

## Demografía
Según el censo de 2010, había 260 personas residiendo en Pulaski. La densidad de población era de 195,3 hab./km². De los 260 habitantes, Pulaski estaba compuesto por el 100% blancos, el 0% eran afroamericanos, el 0% eran amerindios, el 0% eran asiáticos, el 0% eran isleños del Pacífico, el 0% eran de otras razas y el 0% pertenecían a dos o más razas. Del total de la población el 0.77% eran hispanos o latinos de cualquier raza.